# Tarhonya

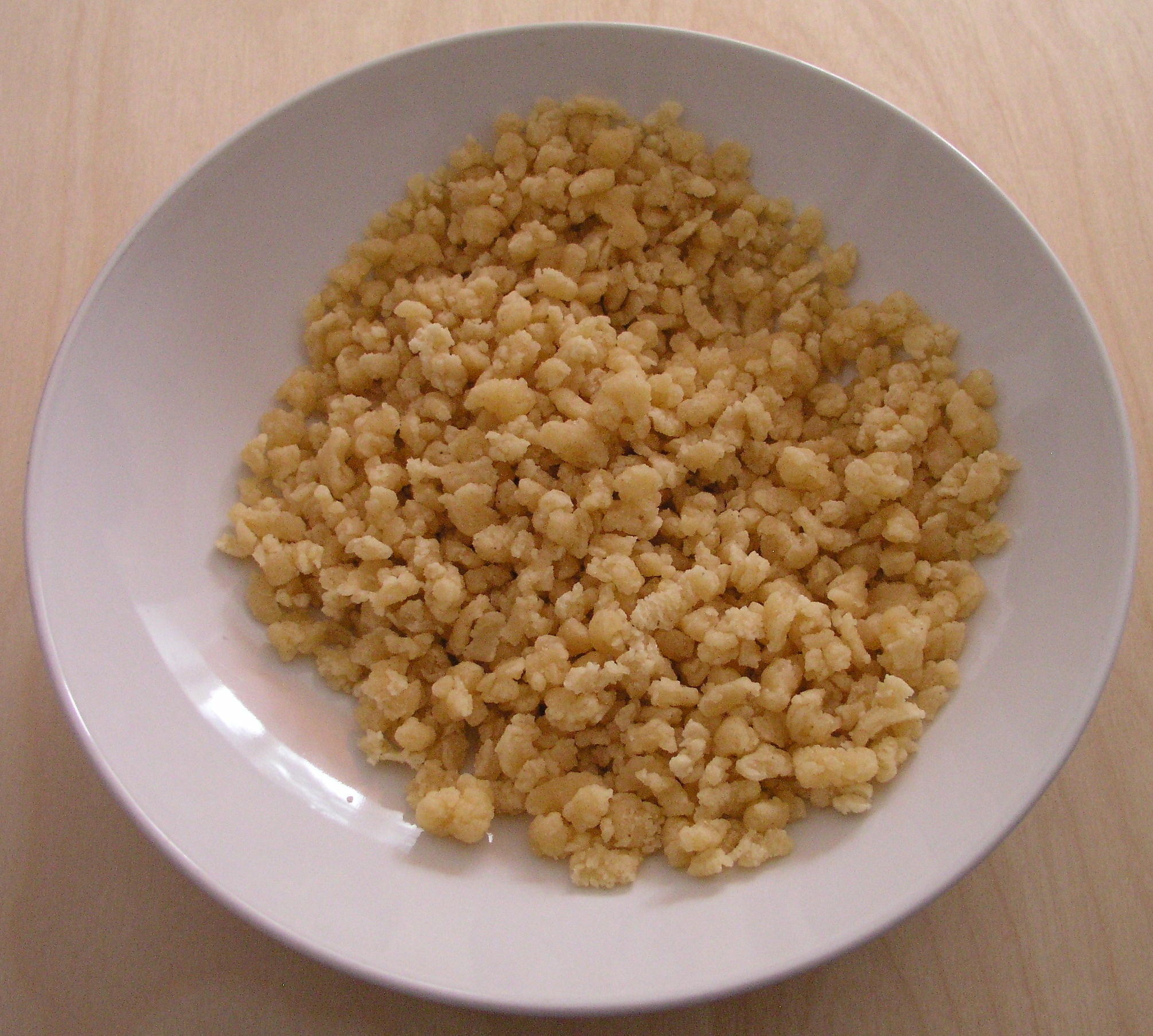
Tarhonya

Tarhonya är en ungersk pastasort som liknar storkorning couscous. Det används bland annat som tillbehör till den ungerska rätten Lecsó.Tarhonya nämns redan i handskrivna ungerska kokböcker från 1780-talet.
Tarhonya består av vatten, vetemjöl och ägg. Dess korn-form gör man för hand eller så skär man den i bitar, sen låter man pastan torka. När man tillagar Tarhonya steker man och kokar innan den används i en annan maträtt. I Ungern steks Tarhonya i smör eller ister innan den kokas.